# Мезозои
Мезозо́и (лат. Mesozoa) — собирательное название для двух типов многоклеточных животных: ортонектид (Orthonectida) и дициемид (Dicyemida), которые по современным представлениям имеют независимое происхождение и не составляют единого таксона. Также к ним относят тип Monoblastozoa. Ранее мезозоев считали примитивными многоклеточными, которые ещё не приобрели нервной, мышечной и пищеварительной систем, и придавали им ранг типа. По современным данным эти типы являются вторично упрощёнными двустороннесимметричными животными (относятся к разделу Bilateria).

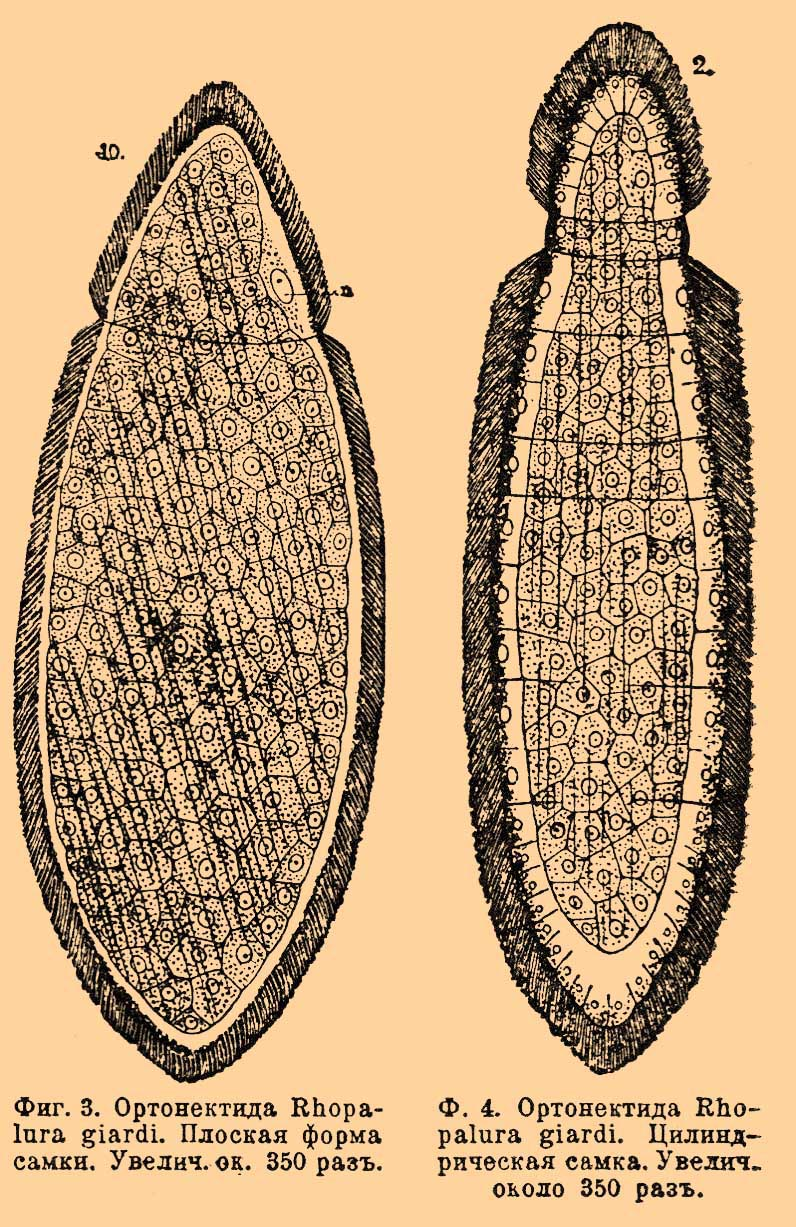
Ортонектида
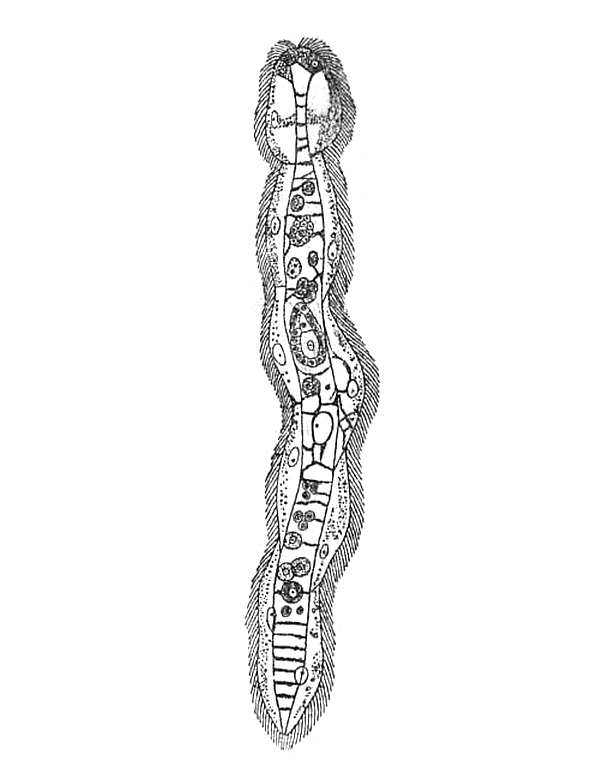
Дициемида